# Saint-Andreasberg
Saint-Andreasberg, Sankt Andreasberg en allemand, est un village de l'Allemagne, situé en Basse-Saxe, dans le district de Goslar.

## Géographie
Saint-Andréasberg est un village situé dans les montagnes du Harz, à 116 km au sud de Hanovre, dans le centre de l'Allemagne.

## Histoire
Saint-Andréasberg a été fondée autour de 1480.

## Municipalité

### Maires
…
- 1961–1991: Werner Grübmeyer (CDU)
- 1991–1993: Hans Bahn (FDP)
- 1993–1996: Albert Kehr
- 1996–2001: Werner Grübmeyer (CDU)
- 2001: Hartmut Humm (CDU)
- 2001: Hans-Günter Schärf (SPD)

## Jumelage
Touques (France)

## Sport
Du fait de son altitude, Saint-Andréasberg (520–720 m) et Sonnenberg (800–850 m) disposent d'un niveau d'enneigement encore relativement sûr. Saint-Andréasberg est un centre de ski alpin du Harz, avec trois téléskis sur le Sonnenberg, ainsi que deux télésièges deux-places et trois téléskis à la station de ski de Matthias-Schmidt-Berg, laquelle accueille également une piste de luge d'été. La première piste de Snowtubing du Harz se situe dans la vallée Teichtal. Le réseau de ski de fond autour de Saint-Andréasberg compte 40 km de pistes et est relié au niveau du Sonnenberg avec Oderbrück/Torfhaus et la piste de Ackerloipe/Altenau. La marche nordique, la randonnée pédestre, le VTT et le trekking sont des sports très appréciés dans les environs calmes de la ville montagnarde. Un parcours acrobatique en hauteur a été aménagé dans le parc. Le lac Oderteich, situé dans le Parc national du Harz, permet de s'y baigner en été dans sa partie sud.
Le chemin de randonnée Harzer Hexenstieg de 100 km de long passe par le village, en provenance de Torfhaus et Oderteich, en direction de Braunlage puis Thale.
Le secours en montagne est assuré toute l'année depuis le village par la Bergwacht (branche de la Croix-Rouge allemande).
À la suite du succès de la première Fête de l'Hiver en 1896, le ski-club de Saint-Andréasberg du Haut-Harz fut fondé au Brocken.